# Podhajczyki (hromada Trembowla)
Podhajczyki (hist. Podhajczyki Justynowe) – wieś na Ukrainie  w rejonie tarnopolskim należącym do obwodu tarnopolskiego.
Pod koniec XIX w. grupa domów w miejscowości nosiła nazwę Wybranówka (dawniej odrębna wieś i gmina w Bezirk Trembowla).
W II Rzeczypospolitej wieś w powiecie trembowelskim województwa tarnopolskiego.
W lutym 1944 nacjonaliści ukraińscy z OUN-UPA zaatakowali wieś, podpalając kilka gospodarstw. Atak został odparty przez polską samoobronę, niemniej jednak w tym roku w najbliższej okolicy (głównie na drogach) zginęło 10 Polaków.
W czasie okupacji niemieckiej polski mieszkaniec wsi Wincenty Rajski udzielał pomocy Żydom, za co w 1995 roku Instytut Jad Waszem uhonorował go tytułem Sprawiedliwego wśród Narodów Świata.
Do 2020 w rejonie trembowelskim.